# Municipio de Delhi (Dakota del Norte)
El municipio de Delhi (en inglés: Delhi Township) es un municipio ubicado en el condado de Golden Valley en el estado estadounidense de Dakota del Norte. En el año 2010 tenía una población de 29 habitantes y una densidad poblacional de 0,31 personas por km².

## Geografía
El municipio de Delhi se encuentra ubicado en las coordenadas 47°0′57″N 103°50′47″O / 47.01583, -103.84639. Según la Oficina del Censo de los Estados Unidos, el municipio tiene una superficie total de 92.99 km², de la cual 92,86 km² corresponden a tierra firme y (0,13 %) 0,12 km² es agua.

## Demografía
Según el censo de 2010, había 29 personas residiendo en el municipio de Delhi. La densidad de población era de 0,31 hab./km². De los 29 habitantes, el municipio de Delhi estaba compuesto por el 93,1 % blancos y el 6,9 % eran de una mezcla de razas. Del total de la población el 0 % eran hispanos o latinos de cualquier raza.